# 蒙古军
蒙古军，又称内蒙军，是中国抗日战争时期大日本帝国支持下的蒙疆联合自治政府的军队。国民政府与中共称之为“伪蒙军”。

## 历史
1935年11月间，因国民党中央决定“察绥分治”，德王于1936年1月公开投敌，自任“蒙古军”总司令。1936年5月12日，“蒙古军政府”在嘉卜寺（今化德县城）成立后，德王任“蒙古军”总司令兼第二军军长，李守信任副总司令兼第一军军长。
1937年10月占领包头后，归绥改名“厚和”，作为蒙疆政府首都，各师驻防：
- 刘继广的第一师驻在包头
- 陈景春的第二师驻在归绥
- 王振华的第三师驻在集宁
- 宝贵廷的第四师驻于包头黄河对岸的达拉特旗大树湾
- 伊恒额的第五师驻于四子王旗
- 乌云飞的第六师驻于张北的公会一带
- 达密凌苏龙的第七师在正黄旗原地不动
- 扎青扎布的第八师驻于武川西部的乌兰不浪一带。第八师第一任师长包悦卿。和子章从家乡拉起了300兵丁和250匹战马，任第八师22团上校团长。
- 包海明的第九师驻于百灵庙
- 德王的警卫师到了归绥改为伪蒙政府的卫队，驻在归绥新城保护机关、仓库，不列入“蒙古军”的序列

1940年春天“五原战役”以后第四师并入了第六师；第八师在武川被八路军游击部队打垮，师长扎青扎布阵亡，并入了第九师。3个“汉师”第一、二、三师改编为“治安警备队”的三个集团，第三集团调到“察南”平绥路东段怀来，第二集团将防区扩大至集宁，总司令部和第一集团始终没有离开绥包两地。
1945年夏，日军突然把“治安警备队”归还“蒙古军”建制，编成六个“汉师”，加上四个“蒙师”，以及一个姓白的汉人和伪萨拉齐县长某纠合起的两部分人，共凑成12个师。
- 第一师师长伪宣化省省长刘继广兼
- 第二师师长郭秀珠 （由包头调赤诚、龙关）
- 第三师师长宋鹏九 （赤诚、龙关）
- 第四师师长郭光举 （绥远）
- 第五师师长朱恩武 （绥远）
- 第六师师长门树槐 （绥远）
- 第七师师长达密凌苏龙 （在商都县向苏蒙联军缴械）
- 第九师师长乌力吉敖喜尔率部在四子王旗乌兰花镇起义。后改编为内蒙古人民解放军骑兵第四师。
- 韩凤楼师（被苏蒙军缴械）
- 脑门达赖师（被苏蒙军缴械）

驻在绥远的第4、5、6师，都被宝贵廷带领，连同张启祥的炮兵大队以“新十路军”的名义归降了傅作义的“十二战区”。骑兵最后缩编成一个旅，由安恩达率领，向董其武投诚。
在察南的3个师，被宋鹏九控制投向第十一战区司令长官孙连仲，奉命扰乱解放区，结果3个师只剩下180多骑兵和300多步兵，在南口附近无法存留，便跑到热河开鲁找李守信。

## 建制序列
- 总司令李守信
- 总参谋长 乌古廷/宝贵廷
- 第1军 军长李守信（兼） “察东警备军”改编。源于驻防热河的“毅军”旧部、围场县的民团和朝阳一带的胡匪以及土默特左翼旗与科爾沁的马贼。基本上是以汉人为基干，蒙古人仅占10%。
  - 直属炮兵队 队长丁其昌/张启祥。四、五十门野炮和山炮
  - 第1师 师长刘继广/丁其昌/郭秀珠（团长升任）/郭光举（总司令部参谋处长）
    - 第一团团长朱恩武
    - 第二团团长陈生
    - 第三团团长郭秀珠

  - 第2师 师长尹宝山/1937年9月团长陈景春（围场县大地主）升任/朱恩武（团长升任）
    - 第四团团长门树槐
    - 第五团团长朱子文
    - 第六团团长井得泉

  - 第3师 师长王振华（东北讲武堂毕业，东北军第17旅参谋主任）/刘星寒（伪蒙军副参谋长，日本士官学校毕业）/宋鹏九（团长升任）
    - 第七团团长崔玉昆
    - 第八团团长王云五
    - 第九团团长宋万里
- 第2军 军长德王（兼）：通过关东军从未满的卓索图盟和昭乌达盟借来6000多人，1936年7月间带到嘉卜寺附近。大都是土默特左右两旗的蒙古人和朝阳、阜新两个县的汉人。蒙古人比汉人超过两倍，军官多数是蒙古人。
  - 第4师 师长宝贵廷（德王的警卫团长）
    - 第一〇团团长乌云飞
    - 第一一团团长李锦章
    - 第一二团团长包俊山

  - 第5师 师长依恒额（土默特左翼旗统领）/韩凤楼、副师长田英（土默特左翼旗的蒙匪出身）
    - 第一三团团长田 英
    - 第一四团团长胡胜武
    - 第一五团团长于振赢

  - 第6师 师长宝音乌勒吉（土默特右翼旗王爷沁布多尔济的四哥，还是七星台庙的活佛，人称“四佛爷）/1937年9月乌云飞（德王“乌滂守备队”干部训练班培养出来的青年军官，喀喇沁左翼旗人）/脑门达赖，副师长李鸣运（朝阳县的毅军胡匪出身）
    - 第一六团团长陈鸿宾
    - 第一七团团长包洛天
    - 第一八团团长宋子正
- 西蒙
  - 第7师 察哈尔盟的东四旗和四个牧群（後改為旗）的兵组建，差不多都会说汉语。师长穆克登宝（镶黄旗总管）。占领绥包后，穆克登宝的人马便所剩无几，第七师的番号给了正黄旗的保安队，由正黄旗总管达密凌苏龙担任师长。
    - 第一九团团长马福聚
    - 第二〇团团长博音富贤德
    - 第二一团团长

  - 第8师 从科尔沁招募组建。师长包悦卿（蒙政会财经委员会主任委员）/扎青扎布（兴安军军官）
    - 第二二团团长伊XX
    - 第二三团团长和子章
    - 第二四团团长韩凤楼

  - 第9师 从錫林郭勒盟各旗征兵组建。师长包海明（日本士官学校毕业）/乌力吉敖喜尔（总司令部参谋处处长）
  - 警卫师（第9师）由热河的马匪组成的德王警卫团改编。师长雄诺敦都布（阿巴嘎旗王爷）。警卫师缩小为伪蒙政府卫队时，德王另招了西苏旗新兵组成。
  - 炮兵团 团长王云五
  - 特设队队长李铁生
  - 宪兵队 队长刘建华
  - 军官学校，校长脑门达赖（汉名高庆春，兴安军）/乌云飞/包海明

蒙古运输兵团
- 第23卡车团

## 军衔
|        | 军衔名称 | 肩章 |
| 将官   | 上将     |      |
| 将官   | 中将     |      |
| 将官   | 少将     |      |
| 校官   | 上校     |      |
| 校官   | 中校     |      |
| 校官   | 少校     |      |
| 尉官   | 上尉     |      |
| 尉官   | 中尉     |      |
| 尉官   | 少尉     |      |
| 准士官 | 准尉     |      |
| 副士官 | 上士     |      |
| 副士官 | 中士     |      |
| 副士官 | 下士     |      |
| 兵     | 上等兵   |      |
| 兵     | 一等兵   |      |
| 兵     | 二等兵   |      |